# Parafia Najświętszej Maryi Panny Częstochowskiej w Dąbrowie Górniczej
Parafia Najświętszej Maryi Panny Częstochowskiej w Dąbrowie Górniczej – rzymskokatolicka parafia położona w dekanacie dąbrowskim – Najświętszego Serca Pana Jezusa, diecezji sosnowieckiej, metropolii częstochowskiej. Parafia erygowana w 1909 roku przez wydzielenie z parafii w Sławkowie. Kościół parafialny konsekrowany 6 października 1957 roku przez biskupa Stanisława Czajkę.

## Galeria

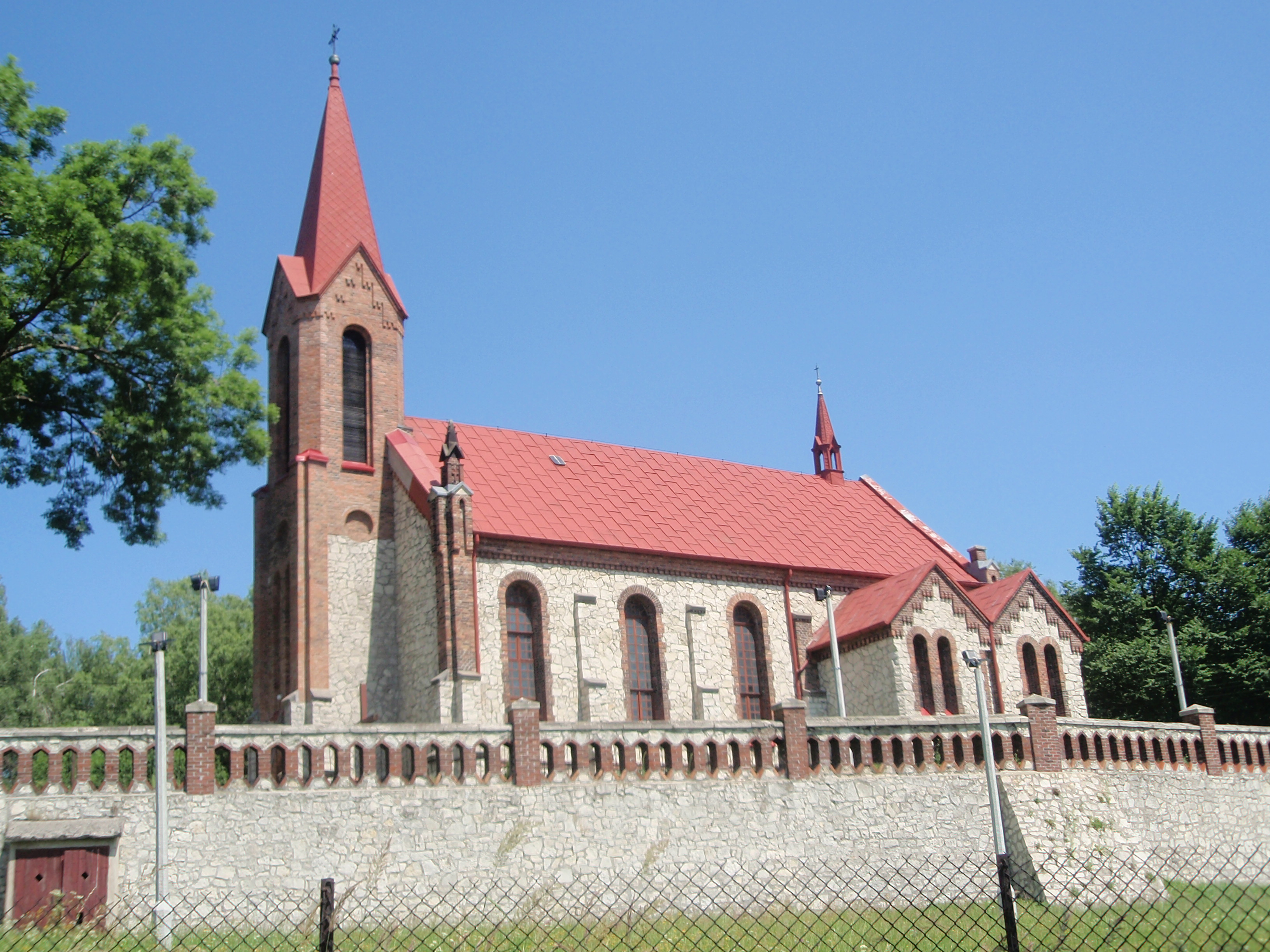
Kościół Najświętszej Maryi Panny Częstochowskiej w Łęce
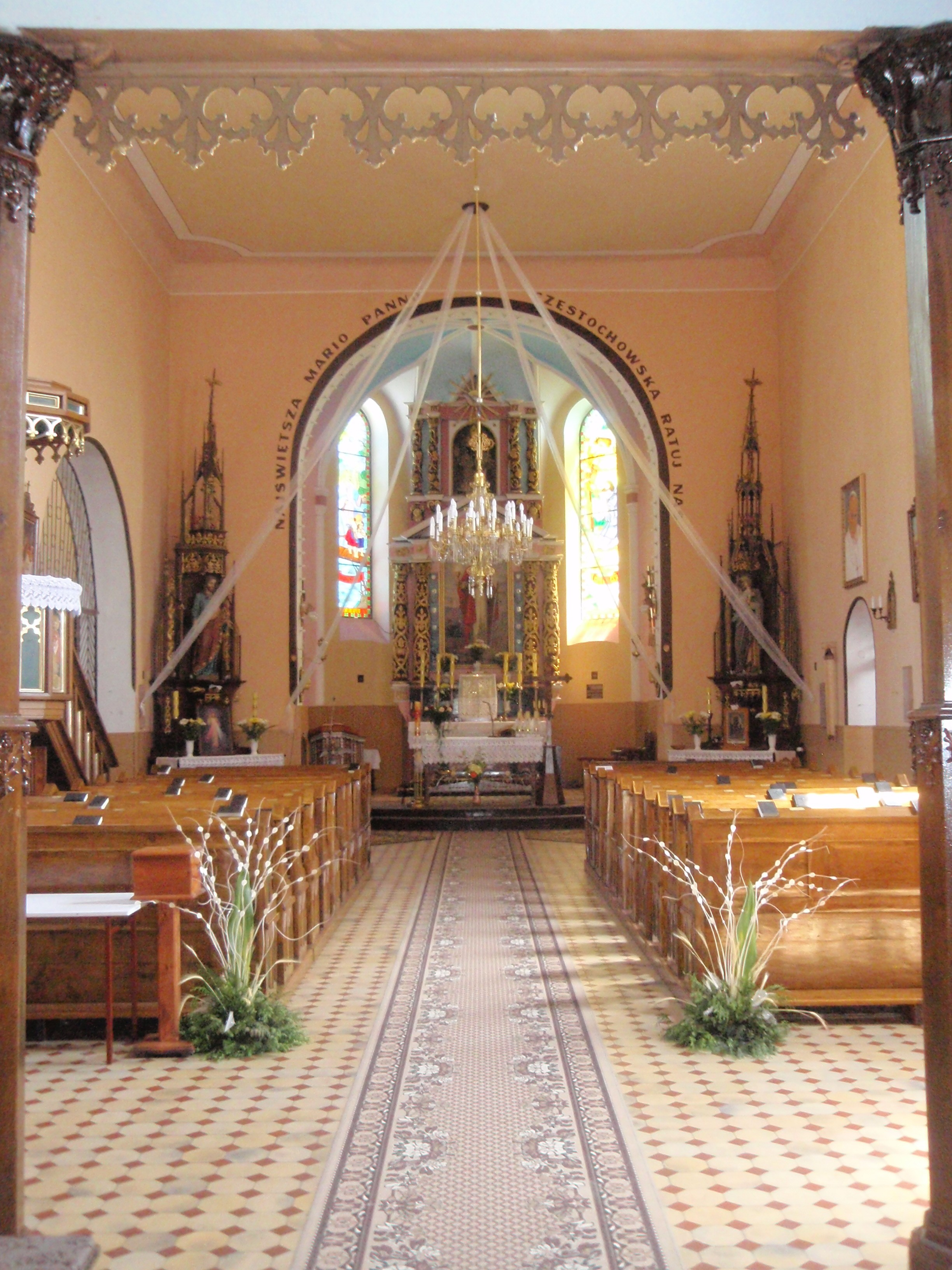
Wnętrze kościoła w Łęce
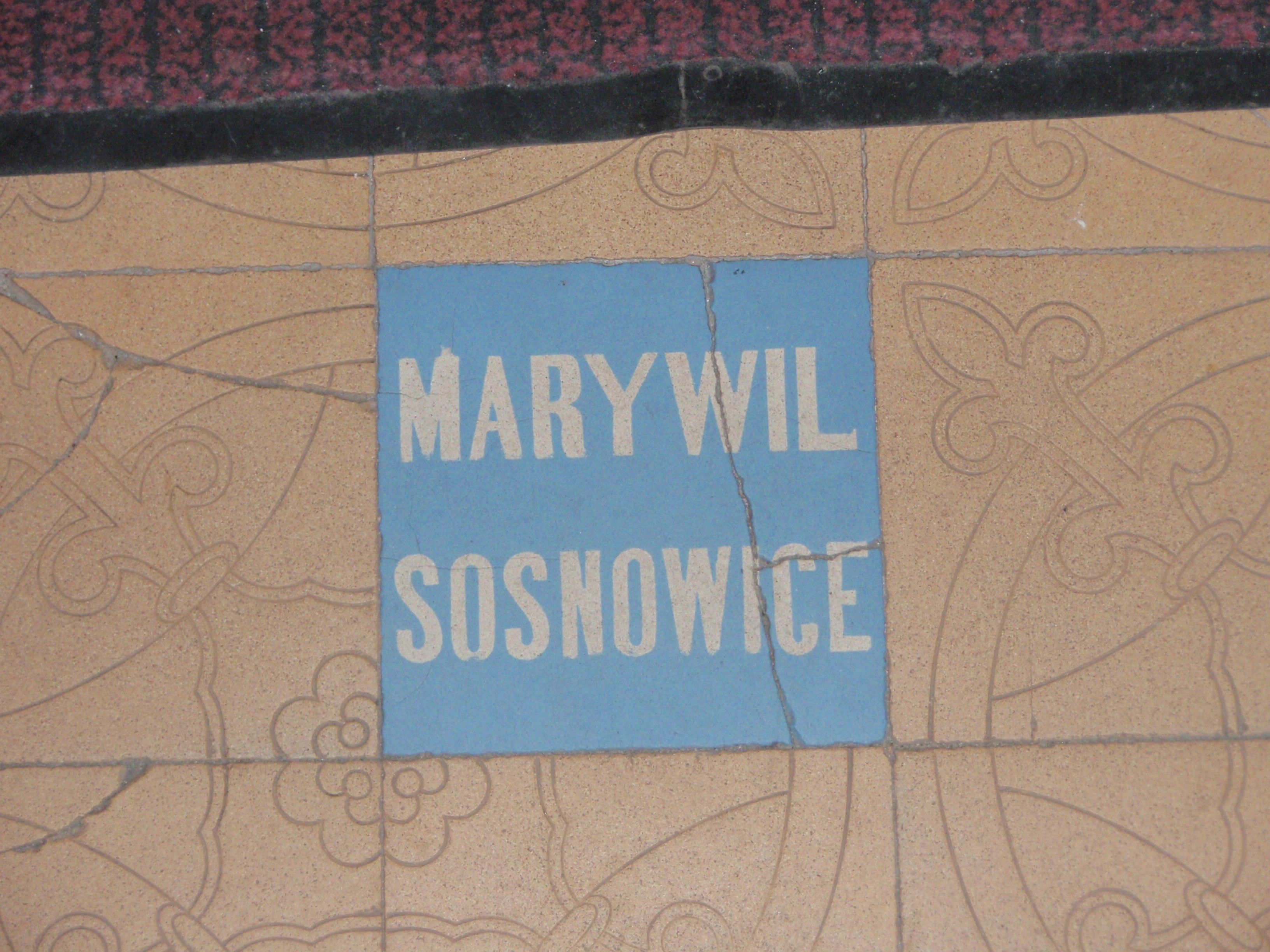
Posadzka w przedsionku kościoła w Łęce
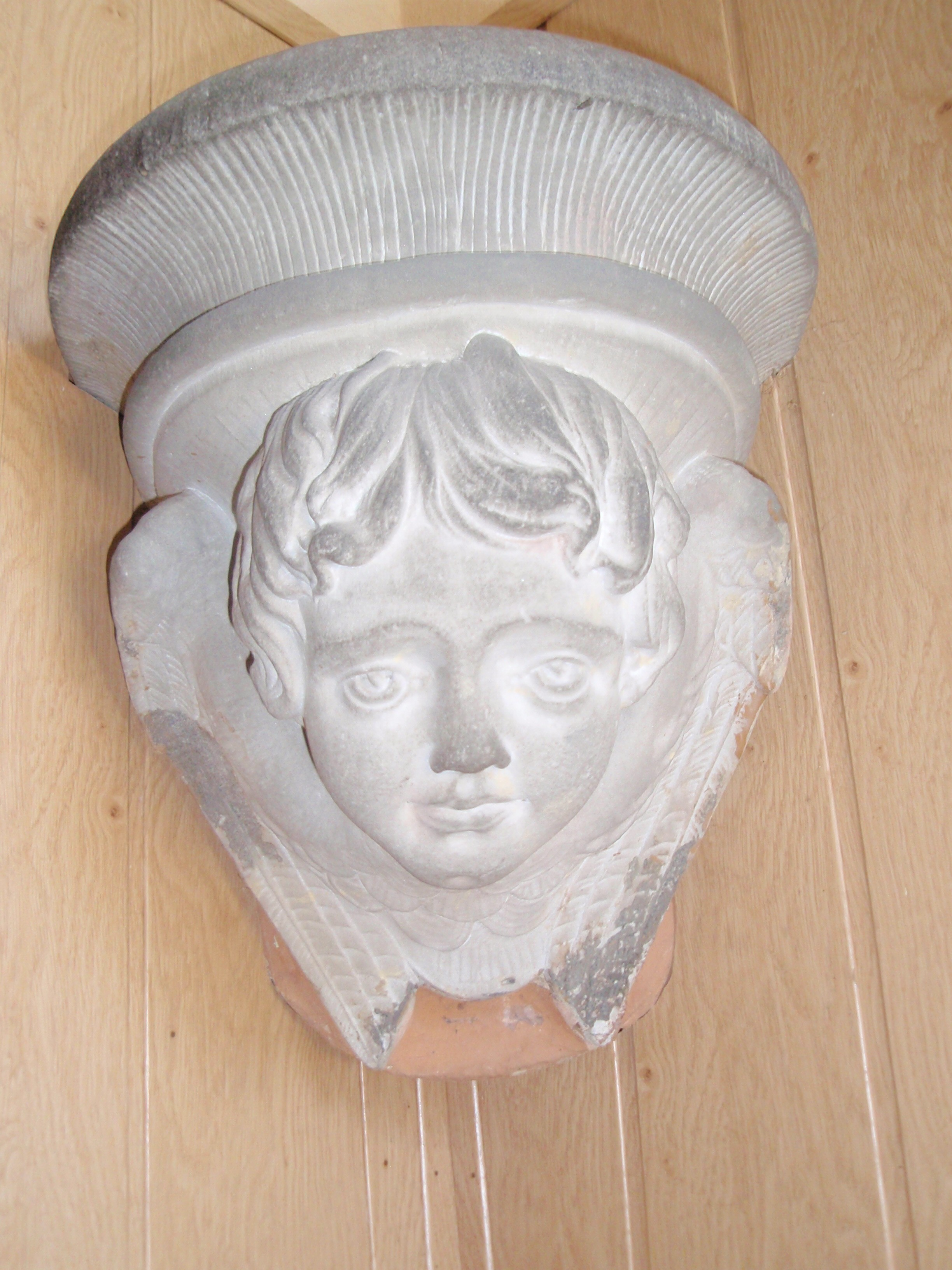
Chrzcielnica w kościele w Łęce
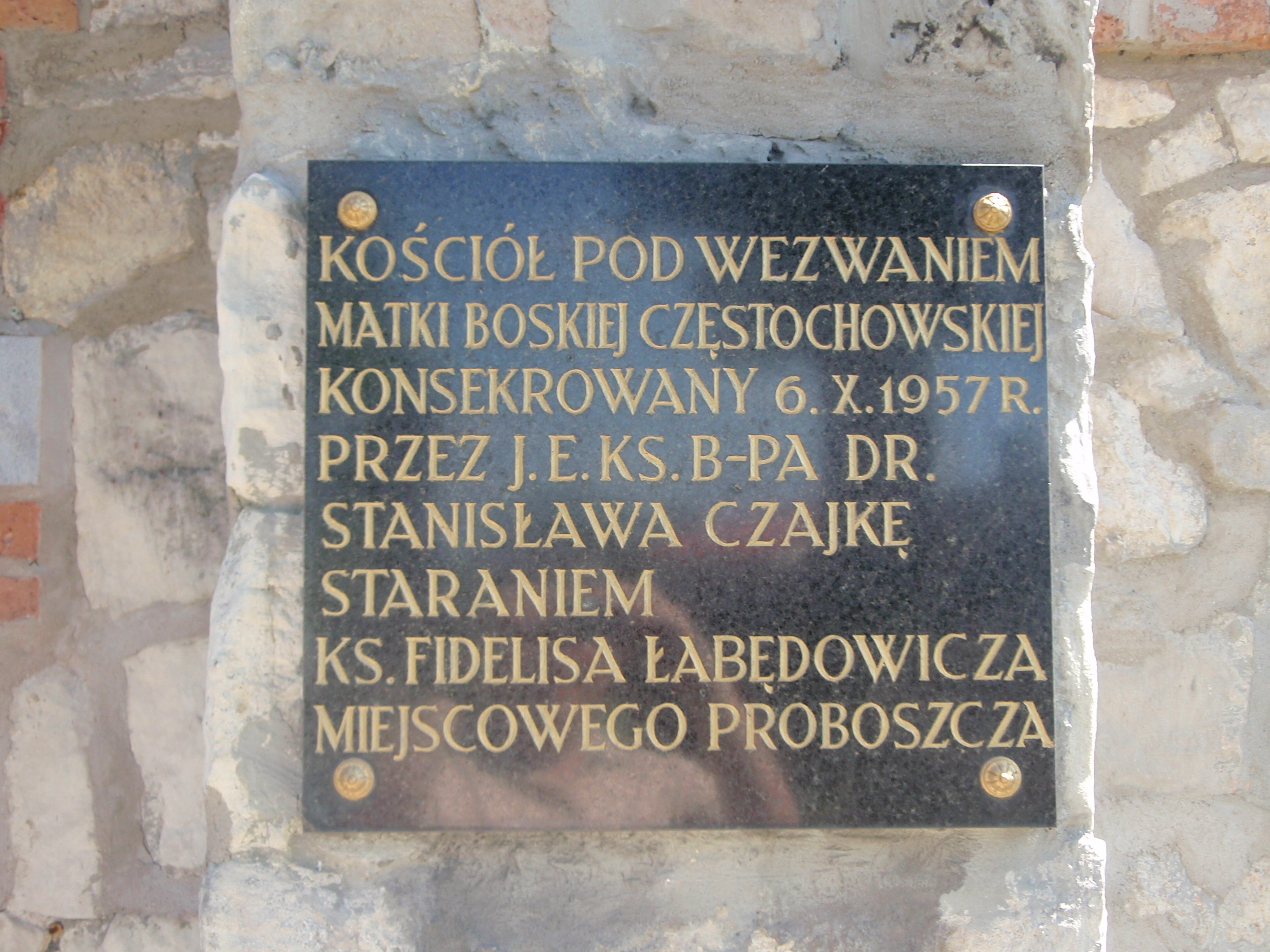
Tablica na pamiątkę konsekracji kościoła w Łęce